# Attacco di Hamas a Israele del 2023
L'attacco di Hamas a Israele del 2023, ovvero Operazione Diluvio al-Aqṣā (in arabo ﻋﻤلية طوفان الأق‎?, ʿamaliyya ṭūfān al-Aqṣā), è consistito in una serie di attacchi di gruppi armati, provenienti dalla Striscia di Gaza, con conseguente uccisione di 1200 civili e militari israeliani, e nel rapimento di circa 250 di questi, avvenuto il 7 ottobre 2023 nel territorio di Israele, pianificato e operato da Ḥamās, con il sostegno di altre milizie palestinesi. 
In un solo giorno, 859 civili israeliani, 278 soldati (307 secondo altre fonti) e 57 membri delle forze dell'ordine sono stati uccisi in località, kibbutz e basi militari nei dintorni della Striscia di Gaza. I miliziani di Hamas hanno attaccato anche un festival musicale, il Nova festival, a cui partecipavano all’incirca 3 000 giovani, uccidendo 364 partecipanti e rapendone 44. Circa 250 persone, di cui circa 30 bambini, sono state rapite e portate come ostaggi nella Striscia. Sono stati segnalati numerosi casi di stupri e violenze sessuali contro donne israeliane.
L'attacco di Hamas, ufficialmente intrapreso con l'intento di rispondere alle azioni provocatorie delle forze israeliane svolte nella Moschea al-Aqsa di Gerusalemme e alle violenze perpetrate nei campi dei rifugiati in Cisgiordania, è avvenuto nel giorno del cinquantesimo anniversario dello scoppio della guerra arabo-israeliana del 1973.
Si tratta del primo conflitto all'interno del territorio de iure di Israele dalla guerra arabo-israeliana del 1948. Israele, a seguito dell'attacco di Hamas, ha formalmente dichiarato guerra per la prima volta in 50 anni, dalla guerra dello Yom Kippur del 1973, avviando quindi la guerra di Gaza.

## Antefatti
La Striscia di Gaza e Israele sono in conflitto dal ritiro israeliano dalla striscia di Gaza nel 2005 e dall'acquisizione da parte di Hamas del controllo della striscia di Gaza dopo le elezioni vinte nel 2006 e la guerra civile tra Ḥamās e Fatḥ nel 2007. La Striscia di Gaza è sotto il blocco israeliano ed egiziano dal 2007 e ha portato Human Rights Watch a definire la Striscia una "prigione a cielo aperto". Inoltre, Gaza è isolata dal resto del mondo e l'accesso alle risorse, tra cui cibo, acqua ed elettricità, è controllato da Israele ed Egitto. Il blocco ha causato una crisi umanitaria a Gaza ed è stato citato da Hamas come una delle ragioni della sua offensiva.
L'attacco è avvenuto durante la festa ebraica della Simchat Torah e lo Shabbat, e un giorno dopo il cinquantesimo anniversario della guerra del Kippur, anch'essa iniziata con un attacco a sorpresa. L'attacco è seguito a tre settimane di violenza presso la barriera tra Israele e la Striscia di Gaza. Hamas ed Israele avevano negoziato una tregua il 29 settembre 2023, con la mediazione di Qatar, Egitto e Nazioni Unite. Prima dell'attacco e includendo combattenti e civili di entrambe le parti, almeno 247 palestinesi erano stati uccisi dalle forze israeliane nel 2023, mentre 32 israeliani e due cittadini stranieri erano stati uccisi in attacchi palestinesi.
Israele e Arabia Saudita stanno conducendo negoziati per normalizzare le relazioni, con il principe ereditario saudita Mohammed Bin Salman che ha recentemente affermato che la normalizzazione è stata "per la prima volta reale".
Il comandante delle Brigate Izz ad-Din al-Qassam, Mohammed Deif, ha detto in un messaggio registrato che l'attacco è stato la risposta alla "profanazione della moschea di al-Aqsa" e all'uccisione e al ferimento di centinaia di palestinesi quest'anno da parte di Israele. Ha invitato i palestinesi e gli arabi israeliani a "espellere gli occupanti e demolire i muri". Il leader di Hamas Saleh al-Arouri ha affermato che l'operazione è stata una risposta "ai crimini dell'occupazione", aggiungendo che i combattenti stavano difendendo la Moschea al-Aqsa e migliaia di prigionieri palestinesi detenuti da Israele. Un portavoce della Jihad islamica palestinese ha dichiarato di non considerare i cittadini israeliani come civili: "Non stiamo uccidendo civili. Questa è una società militare. Sono loro che eleggono i loro governi".
Nel settembre 2023 Donald Trump ha accusato Joe Biden di aver finanziato l'Iran, storico sostenitore di Hamas, con lo scongelamento di 6 miliardi di dollari di fondi iraniani (ricavi provenienti dalla vendita del petrolio iraniano alla Corea del Sud) e fatti trasferire nelle banche del Qatar, restituiti in cambio della liberazione di cinque ostaggi statunitensi. Rispondendo a queste accuse l'amministrazione di Biden ha affermato che si tratta di accuse in mala fede poiché tali fondi scongelati sono sempre depositati presso banche dal Qatar e per gli accordi presi gli Iraniani potranno utilizzare tali fondi solo ed esclusivamente per transazioni umanitarie, approvate da banche del Qatar.

## Il conflitto

### 7 ottobre

#### Inizio dell'attacco di Hamas

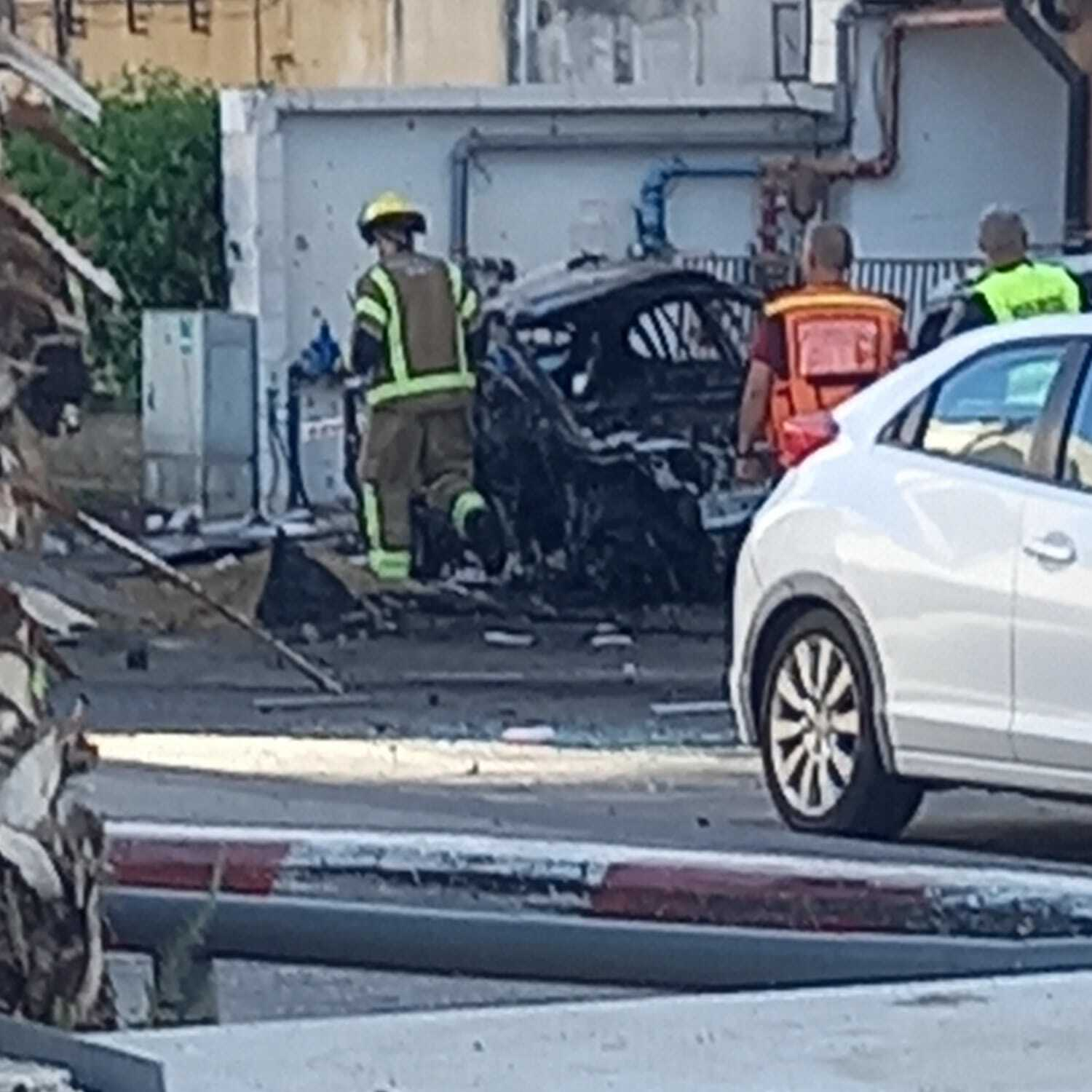
Conseguenze di un attacco missilistico a Rishon LeZion

Intorno alle 6:30 (UTC+3) del mattino del 7 ottobre 2023, Hamas, attraverso un comunicato da parte del comandante Mohammed Deif ha annunciato l'inizio dell'Operazione Diluvio al-Aqsa, lanciando un massiccio attacco missilistico con oltre 5000 razzi dalla Striscia di Gaza verso Israele e ha esortato tutti i "musulmani nel mondo a unirsi alla lotta".
Israele ha riferito che sono stati lanciati solamente 2500 razzi verso il suo territorio provocando l'uccisione di cinque persone. Esplosioni sono state segnalate nelle zone circostanti la Striscia e nelle città della pianura di Sharon, tra cui Gedera, Herzliya, Tel Aviv e Ashqelon. Sirene d'allarme antiaereo sono state attivate a Be'er Sheva, Gerusalemme, Rehovot, Rishon LeZion e nella base aerea di Palmachim.

#### Incursioni in Israele
Contemporaneamente al lancio di razzi, milizie palestinesi hanno attaccato le postazioni militari israeliane a guardia del confine, distruggendo torri di guardia e aprendo brecce nella barriera di separazione al confine. I miliziani Palestinesi, circa 2500, si sono infiltrati in Israele utilizzando autocarri, camioncini, motociclette, bulldozer, motoscafi, parapendii a motore e deltaplani, riuscendo a conquistare i valichi di frontiera a Kerem Shalom, a Erez e creando falle nella barriera di separazione in 5 località. I combattenti grazie all'utilizzo di droni, riescono a distruggere un carro armato, di guardia al confine, e a far prigionieri i soldati al suo interno. Video, circolati sui social media, mostrano guerriglieri palestinesi alla guida di veicoli militari israeliani sequestrati. Altri video circolati mostrano miliziani palestinesi pesantemente armati con il viso coperto, vestiti con abiti neri, alla guida di pick-up che aprono il fuoco nella città di Sderot, uccidendo civili e soldati israeliani.
Altri combattenti palestinesi sono atterrati con i deltaplani ad un festival musicale organizzato a Re'im, accerchiando e aprendo il fuoco contro la folla che tentava la fuga, uccidendo più di 260 persone. I sopravvissuti all'attacco sono stati presi come ostaggi e trasportati a Gaza. I combattenti sono riusciti a penetrare le barriere difensive di Israele via terra, via mare e cielo, senza la tempestiva allerta delle forze di sicurezza o un avviso preventivo da parte del Mossad.
Gli infiltrati palestinesi hanno conquistato nei primissimi minuti dell'offensiva le località: Nir Oz, Be'eri, Netiv HaAsara, e i kibbutz intorno alla Striscia di Gaza, prendendo ostaggi, dando fuoco alle case e uccidendo uomini, donne e bambini. Ostaggi sono stati presi anche a Ofakim, città a più di 30 km dal confine con la Striscia.
Poco prima delle 7:00, 70 uomini armati di Hamas, hanno sfondato la recinzione del kibbutz di Kfar Aza, attaccandolo da tutte le direzioni. I residenti della comunità, hanno tentato di formare una milizia volontaria di difesa, che però è stata sopraffatta, e più di 200 civili, fra cui molti bambini, sono stati uccisi, casa per casa, in quello che è stato poi chiamato il massacro di Kfar Aza. In contemporanea e con le stesse modalità, 108 civili sono stati uccisi nel massacro di Be'eri e 15 nel massacro di Netiv HaAsara, in quello che è stato descritto come il "peggior massacro di ebrei in un solo giorno dall'Olocausto".
Per quanto riguarda l'assalto al kibbutz di Be'eri, secondo la testimonianza dell'israeliana Yasmin Porat presente agli scontri, riportata da The Electronic Intifadala parte dei civili sarebbe stata uccisa anche dal fuoco delle forze armate israeliane nella fase finale del lungo combattimento intercorso fra le stesse e i combattenti di Hamas e durante la quale gli israeliani hanno sparato con carri armati contro gli edifici in cui erano asserragliati gli assalitori del kibbutz. La dichiarazione sarebbe stata resa in una intervista telefonica in diretta nel corso del programma Haboker Hazeh ("Questa mattina") condotto da Aryeh Golan sull'emittente radiofonica pubblica israeliana Kan Bet. Lo stesso fatto è stato confermato dalle dichiarazioni rese al quotidiano Haaretz da Tuval Escapa, membro della squadra di sicurezza del kibbutz, secondo il quale il combattimento andò avanti per ore e si risolse solo allorché i comandanti israeliani presero la difficile decisione di cannoneggiare le abitazioni del kibbutz per eliminare i terroristi, non potevano sapere se i civili israeliani all'interno erano vivi o morti.
Sempre il 7 ottobre, commando palestinesi hanno compiuto un attacco anfibio nella zona costiera di Zikim, invadendo la base militare Bahat 4. Durante l'attacco la marina israeliana è riuscita a distruggere alcune delle imbarcazioni prima che raggiungessero la costa, ma i palestinesi, nonostante le perdite, sono riusciti a conquistare un'altra base militare, vicino a Nahal Oz, uccidendo almeno due soldati israeliani e catturandone altri sei.
Intorno alle 10:00, dopo 4 ore dall'inizio dell'operazione, i combattenti Palestinesi sono arrivati alla base militare di Re'im, catturandola dopo uno scontro armato. I miliziani arrivati a Sderot, attaccano la stazione di polizia uccidendo 30 agenti.
     Striscia di Gaza
     Presenza dei combattenti palestinesi

Mappa delle incursioni palestinesi del 7 ottobre
Striscia di Gaza
Presenza dei combattenti palestinesi

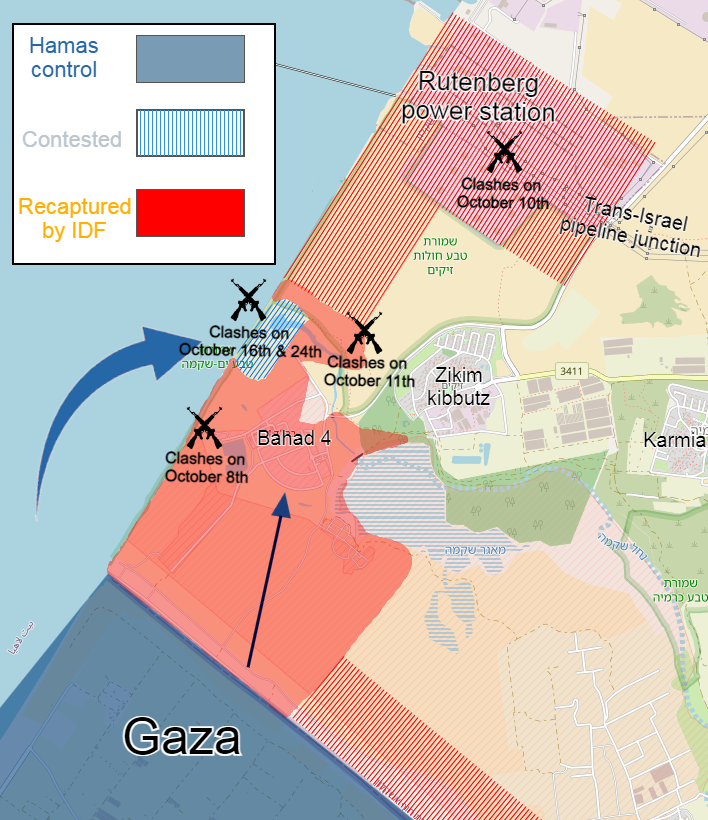
Mappa delle prime fasi dell'attacco contro Zikim.

Diversi gruppi palestinesi hanno espresso il loro sostegno all'operazione. Le Brigate della Resistenza Nazionale, braccio armato del Fronte Democratico per la Liberazione della Palestina (FDLP), hanno confermato la loro partecipazione all'operazione attraverso un comunicato dal loro portavoce militare Abu Khaled, affermato di aver perso tre combattenti negli scontri con l'IDF. Il Fronte Popolare per la Liberazione della Palestina (FPLP), un altro gruppo militante socialista palestinese, e la Fossa dei Leoni, hanno espresso il proprio sostegno all'operazione, dichiarando la massima allerta e mobilitazione generale fra le proprie truppe, le Brigate Abu Ali Mustafa (ala armata del FPLP) rivendicano l'assalto alle torri di guardia israeliane, nelle prime fasi del conflitto.

#### Risposta israeliana
L'attacco, che ha coinciso con la festa ebraica del Simchat Torah e del Sukkot, ha colto di sorpresa gli israeliani. Il primo ministro israeliano Netanyahu, ha convocato una riunione di emergenza e l'IDF ha annunciato l'inizio della controffensiva denominata Operazione Spade di Ferro.
Netanyahu in un messaggio al popolo ha ufficialmente dichiarato lo stato di guerra, e insieme al ministro della Difesa Yoav Gallant una valutazione di sicurezza è stata condotta presso il quartier generale dell'IDF a Tel Aviv, nella quale è stata approvata la mobilitazione dei riservisti dell'esercito e la dichiarazione di uno stato di emergenza per le aree entro 80 chilometri dal confine con Gaza. Ai residenti nei pressi del confine con Gaza è stato chiesto di rimanere in casa, mentre ai civili nel sud e nel centro di Israele è stato "richiesto di rimanere vicino ai rifugi".
La regione meridionale di Israele è stata chiusa alla circolazione dei civili, e strade sono state chiuse intorno a Gaza e a Tel Aviv. Mentre l'aeroporto Ben Gurion e l'aeroporto di Eilat sono rimasti operativi, nonostante diverse compagnie aeree avessero cancellato i voli da e per Israele. Le ferrovie israeliane hanno sospeso il servizio in alcune parti del Paese sostituendo alcune tratte con percorsi temporanei in autobus. Il commissario di polizia israeliano Kobi Shabtai ha annunciato il dispiegamento dell'unità antiterrorismo Yamam nell'area. Il portavoce dell'IDF, il contrammiraglio Daniel Hagari, ha annunciato lo schieramento di quattro divisioni, in aggiunta ai 31 battaglioni presenti nell'area.

## Reazioni
I paesi europei, Stati Uniti, Brasile e India hanno condannato la parte palestinese per la violenza e hanno descritto le tattiche utilizzate come terrorismo, mentre alcuni paesi arabi e musulmani (come Iran e Qatar) hanno giustificato i fatti incolpando l'occupazione israeliana. Molti altri paesi (tra cui Arabia Saudita, Russia e Turchia) hanno chiesto una riduzione della tensione.

### In Israele

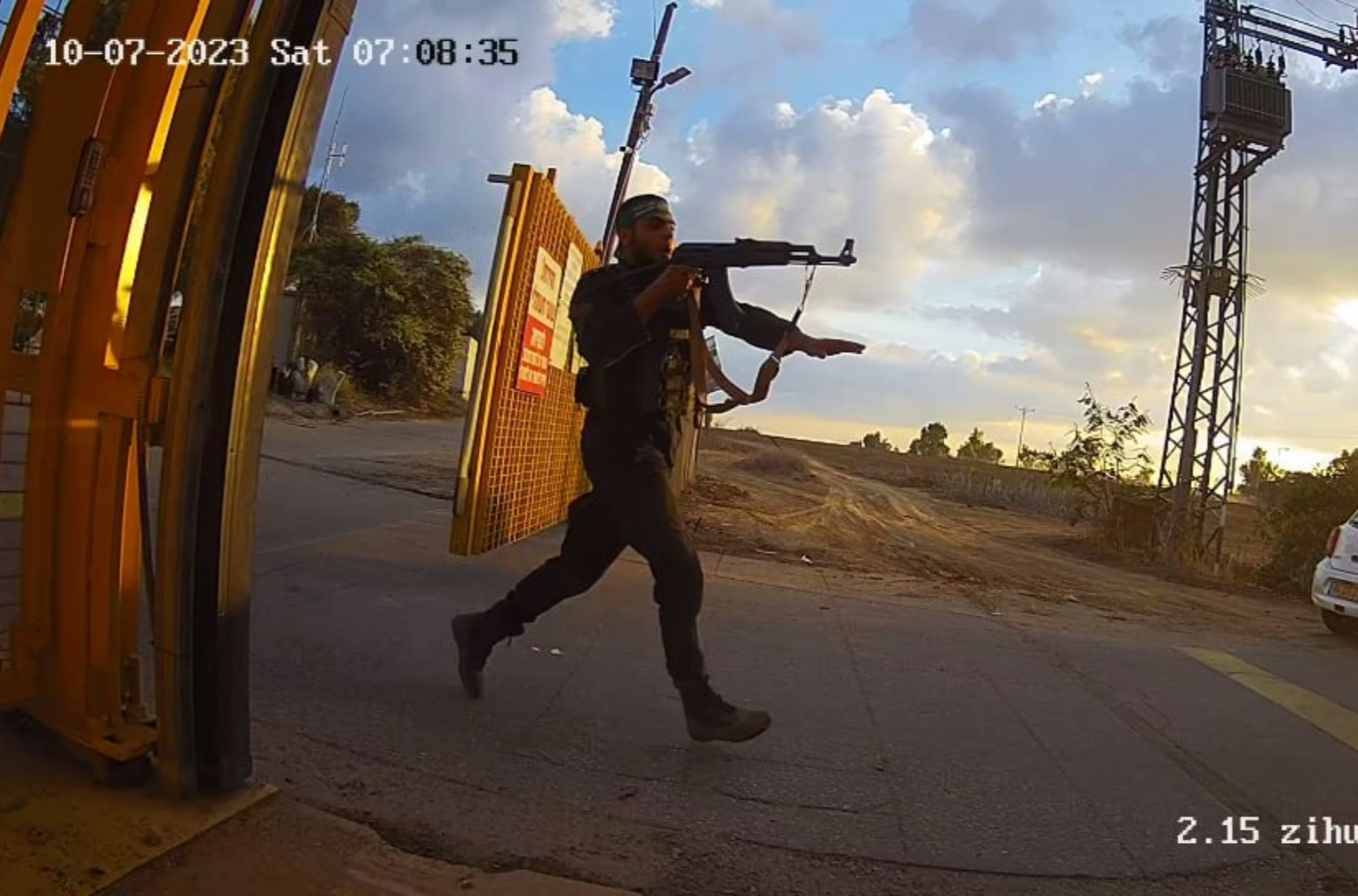
Irruzione di un combattente di Hamas in un kibbutz ripresa da una telecamera di sicurezza

ll gruppo di protesta Kaplan Force ha annunciato la cancellazione della manifestazione contro la riforma giudiziaria prevista il 7 ottobre a Tel Aviv. Il gruppo ha espresso sostegno all'IDF, affermando di essere al fianco "dell'IDF e delle forze di sicurezza che svolgono i loro compiti durante questo momento difficile e sperano nel ripristino della calma e della sicurezza". Forum 555 e Brothers in Arms, un gruppo di protesta di soldati riservisti che organizzò il boicottaggio della leva militare per protestare contro la riforma giudiziaria, ha inviato i riservisti a prestare servizio se fossero stati richiamati.
Magen David Adom ha lanciato un appello per le donazioni di sangue e ha annunciato piani per una campagna speciale per le donazioni di sangue a Tel Aviv il 7 ottobre. Il 7 ottobre il ministero dell'Istruzione israeliano ha annunciato la chiusura di tutte le scuole del paese. Successivamente è stato prorogato fino al 10 ottobre. L'Haifa International Film Festival è stato cancellato. Bruno Mars ha cancellato il suo concerto programmato a Tel Aviv il 7 ottobre a causa degli attacchi e ha lasciato Israele. L'8 ottobre la UEFA ha annullato tutte le partite di calcio programmate in Israele per le due settimane seguenti, inclusa una partita di qualificazione per il torneo Euro 2024 tra Israele e la Svizzera del 12 ottobre.
È stata avviata un'indagine sull'incapacità delle autorità israeliane di impedire che si verificasse l'attacco.
Ofer Cassif, membro della Knesset, ha detto ad Al Jazeera che il suo partito di sinistra Hadash aveva ripetutamente avvertito che la continua occupazione israeliana dei territori palestinesi avrebbe portato a eventi come questo, con civili innocenti di entrambe le parti che ne avrebbero pagato il prezzo. Ha definito "fascista" il governo israeliano e lo ha accusato di aver compiuto pogrom e pulizia etnica contro la popolazione palestinese.
Tra i partiti di opposizione, il leader di Yesh Atid e l'ex primo ministro Yair Lapid, il presidente di Unità Nazionale Binyamin Gantz, il leader del partito Yisrael Beiteinu Avigdor Lieberman e il leader del partito laburista Merav Michaeli hanno rilasciato una dichiarazione congiunta in cui esprimono pieno sostegno all'IDF e all'unità con il governo, dicendo: "In tempi come questi, non c'è opposizione e coalizione in Israele".
Il primo ministro Benjamin Netanyahu ha proposto che Yesh Atid e Unità Nazionale entrassero in un governo di unità d'emergenza con la sua coalizione guidata dal Likud, dopo che Lapid aveva esortato Netanyahu a "mettere da parte le nostre differenze e formare un governo d'emergenza, ristretto e professionale". Lapid ha affermato che Israele non può gestire efficacemente la guerra con "la composizione estrema e disfunzionale dell'attuale governo" e ha invitato Netanyahu a espellere il Partito sionista religioso di estrema destra e i partiti Otzma Yehudit come condizione per l'adesione di Yesh Atid a un governo di unità d’emergenza.

### In Cisgiordania e Striscia di Gaza
Il Ministero dell’Istruzione palestinese ha affermato che le scuole nella Striscia di Gaza sono chiuse fino a nuovo avviso. Il Ministero della Sanità palestinese ha lanciato un appello per le donazioni di sangue.
In un incontro d'emergenza con i funzionari dell'Autorità Palestinese, il presidente palestinese Mahmūd Abbās ha affermato che i palestinesi hanno il diritto di difendersi dal "terrore dei coloni e delle truppe di occupazione". In Cisgiordania, i festeggiamenti si sono svolti a Ramallah. Sono stati istituiti controlli di quartiere in 50 località nel timore di ritorsioni da parte dei coloni israeliani, mentre è stato indetto uno sciopero generale per l'8 ottobre. Sette palestinesi sono stati uccisi negli scontri con le forze israeliane il 7 ottobre, mentre altri 126 sono rimasti feriti. Gli scontri dell'8 ottobre hanno ucciso altri sei palestinesi.
Il vice leader di Hamas Saleh al-Arouri ha detto ad Al Jazeera che le sue forze hanno preso abbastanza ostaggi israeliani per garantire il rilascio dei prigionieri palestinesi in Israele in uno scambio. Il portavoce di Hamas Abū ʿObayda ha detto di trattenere i soldati israeliani catturati in "luoghi sicuri" e tunnel.